# Hyundai i20
La Hyundai i20 è un'utilitaria di segmento B prodotta dalla casa automobilistica coreana Hyundai Motor Company a partire dal 2008. Nasce come erede del modello Hyundai Getz e ha sostituito parzialmente anche il modello Hyundai Accent nella versione a due porte. 
Nel 2014 è stata presentata la seconda generazione, mentre nel 2020 è arrivata la terza. 
La i20 è anche la vettura che ha segnato il ritorno del costruttore nel campionato mondiale rally ed è stata impiegata sia nella categoria R5 che nel WRC.

## Prima generazione (2008-2014)

### La nascita
La Hyundai i20 rappresenta la berlina due volumi appartenente al segmento B della casa coreana, è stata il terzo modello Hyundai ad adottare la nuova nomenclatura alfanumerica introdotta dal modello i30 e ha sostituito all'interno della gamma il modello Getz. La i20 è un'auto destinata in prevalenza al mercato europeo ed indiano infatti non viene venduta in Asia al fine di evitare sovrapposizione tra i vari prodotti come accade con il modello Accent la quale anch'essa occupa il segmento B delle utilitarie ma propone la variante di carrozzeria berlina a tre volumi quattro porte, molto richiesta nei mercati orientali. La i20 infatti non viene venduta nemmeno in Corea.
La Hyundai i20 viene progettata presso il Centro di Ricerche e Sviluppo Hyundai europeo di Rüsselsheim in Germania, sviluppando componenti e piattaforme completamente nuove. Rispetto alla Getz bisognava offrire prima di tutto interni comodi e moderni in grado di supportare i principali dispositivi tecnologici e una linea per la carrozzeria gradevole e giovanile dedicata appunto alla clientela europea. Per questo il telaio di base è completamente nuovo in grado di essere equipaggiato con motori sia benzina che diesel dalla coppia motrice abbastanza elevata. Anche il reparto di trasmissioni, sia a cambio manuale che automatico, è inedito ed il tutto è stato ripreso in seguito da altri modelli prodotti dal gruppo Hyundai e Kia. Per limitare i costi di produzione la i20 è stata prodotta per il primo anno in India, nello stabilimento di Chennai, accanto alle linee di produzione del modello i10. La produzione a pieno regime prevedeva 200 000 autovetture l'anno ma soltanto in India durante il primo anno fiscale ne sono state richieste 490 000 esemplari e per far fronte alla crescente domanda la casa ha preferito trasferire la produzione delle versioni europee in Turchia allestendo le catene di montaggio nell'impianto di İzmit in modo da poter produrre a pieno regime circa 70-80 000 esemplari da vendere nella sola Europa.
La presentazione ufficiale è avvenuta al Salone dell'automobile di Parigi nel fine del 2008 nella sola variante a cinque porte, la versione tre porte viene svelata al pubblico solo nel marzo del 2009 al Salone dell'automobile di Ginevra. Per il mercato italiano l'auto è disponibile anche nelle versioni BlueDrive, alimentate a gas GPL con impianto installato dalla BRC Gas Equipment. Sul mercato turco l'auto viene venduta come Hyundai i20 Troy.

### Il design

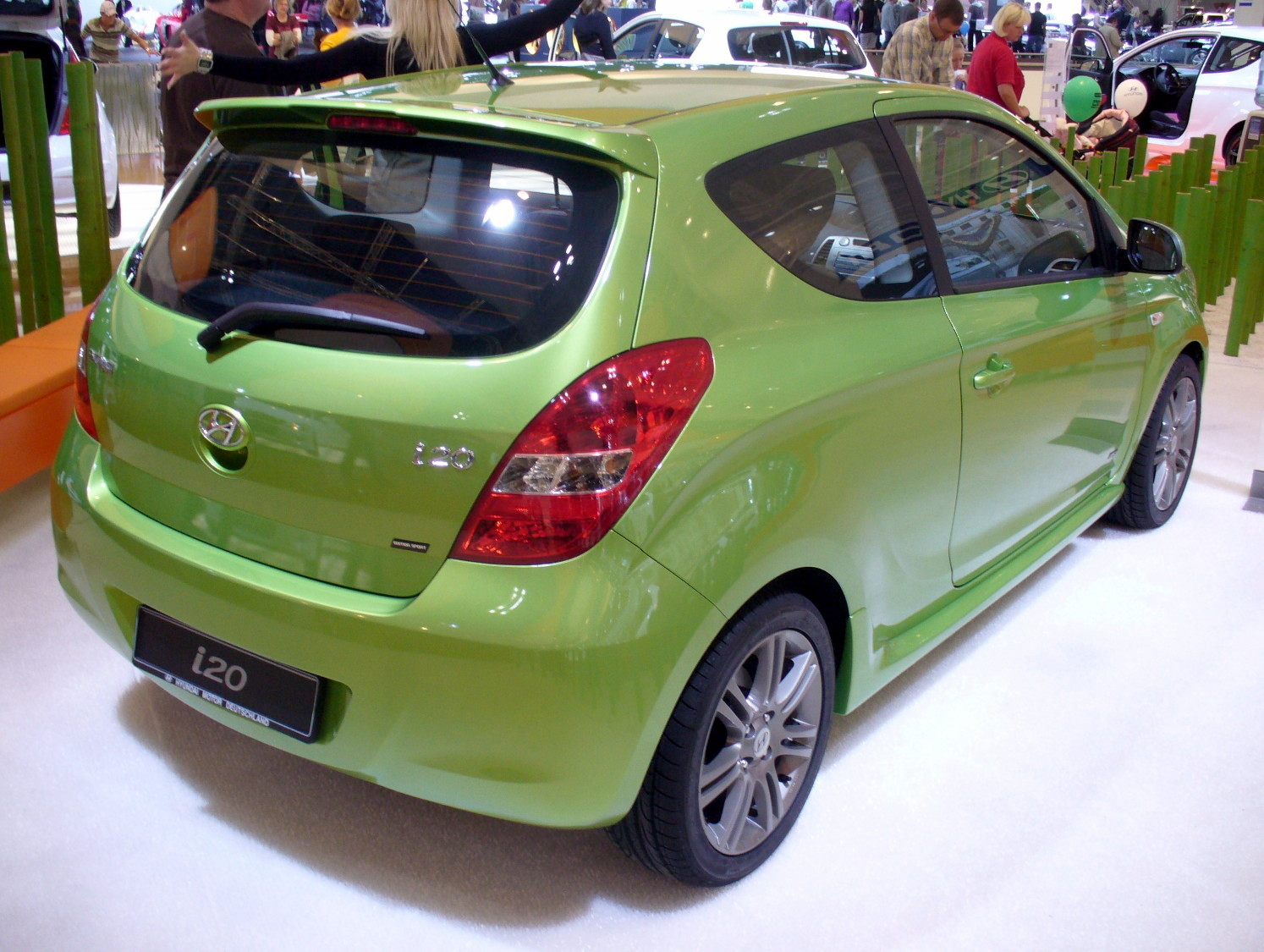
La Hyundai i20 in versione tre porte

La i20 è lunga 3,94 metri, larga 1,71 e alta 1,49 metri. Stilisticamente le forme della carrozzeria riprendono il family feeling introdotto dal modello Hyundai i30 con una impostazione tondeggiante e pochi spigoli. Il frontale massiccio viene caratterizzato da fanaleria dalla forma a goccia discendente, calandra di piccole dimensioni con baffo verniciato nella stessa tinta della carrozzeria oppure cromato e che integra il marchio Hyundai, prese d'aria inferiori e nervature sagomate in modo da formare una U che si raccorda nelle sedi in cui sono alloggiati i fendinebbia e cofano motore solcato da due nervature che discendono verso la calandra. La fiancata presenta una nervatura a forma di onda che sale verso le portiere e discende a livello dei paraurti posteriori, mentre la vetratura laterale risale lungo la linea di cintura. Il posteriore invece dispone della targa posizionata sui paraurti inferiori e di fanaleria rossa a forma di goccia. Le versioni di punta possono essere equipaggiate anche con uno spoiler posteriore sul lunotto mentre per tutte le versioni è di serie il terzo stop a LED posteriore. per i mercati esteri è disponibile anche un kit sportivo che comprende minigonne e profili aerodinamici. La linea è equilibrata ma non presenta tocchi di originalità proprio per poter andare incontro ad una clientela vasta. Il passo misura 2,525 metri. 

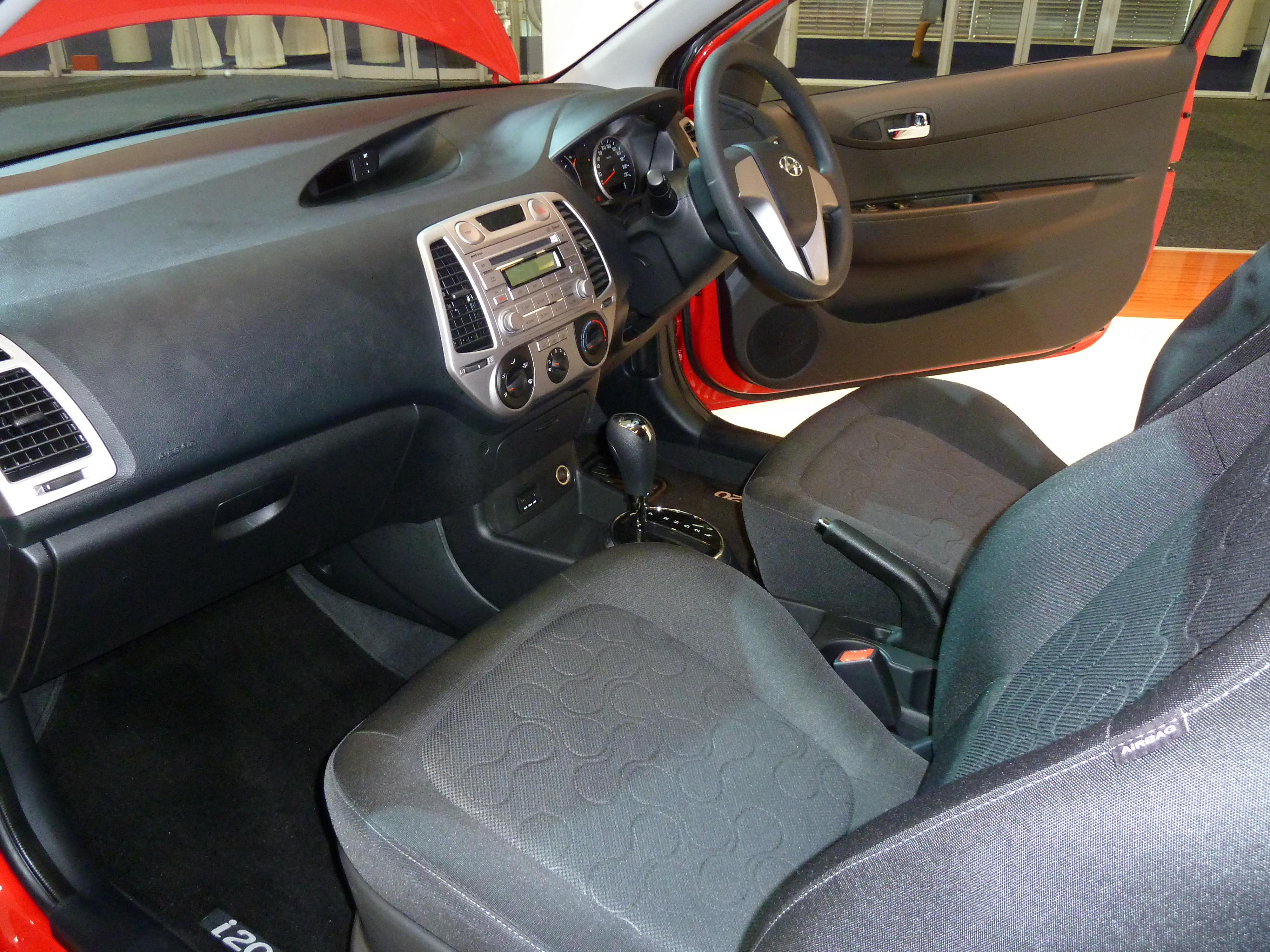
Interni di una Hyundai i20 del 2010

Nell'abitacolo si notano i passi in avanti rispetto alla vecchia Getz: stavolta la plancia segue lo stile esterno con forme arrotondate e prive di spigoli, per i rivestimenti predominano le colorazioni scure abbinate però anche ad inserti bicolore. L'impostazione della plancia è tradizionale con i principali comandi audio e clima raggruppati nella console centrale, una palpebra che contiene lo schermo del computer di bordo viene posta al di sopra della console centrale, nella parte bassa è presente il vano fumatori con accanto una console con le prese USB ed ingresso Aux per lettori MP3. Il quadro strumenti è a due quadranti (tachimetro e contagiri) più un terzo di piccole dimensioni in cui sono sistemate le lancette del livello del carburante e della temperatura dell'acqua. Le cornici del quadro strumenti sono disponibili anche in colorazione argento, lo sfondo è scuro. Le plastiche utilizzate per la plancia sono di qualità buona anche se numerose parti sono rigide al tatto e quindi tendono a rigarsi facilmente. Le versioni di punta dispongono anche degli inserti in colorazione argento per i rivestimenti di console, clima e diffusori d'aerazione del clima. L'autoradio Hyundai PA710 è in grado di supportare MP3 e CD, i sedili anteriori sono regolabili in altezza e sono dotati anche di impianto di riscaldamento elettrico. Il climatizzatore può essere un manuale oppure un automatico con schermo LCD. Di serie il sistema che mantiene carica la batteria anche se si lasciano i fari accesi. Il bagagliaio possiede un volume minimo pari a 295 litri ampliabili fino a 1.060 con il divano posteriore in posizione reclinata.
Il modello venduto in India rispetto alla versione europea subisce delle lievi modifiche: differenti sono i cerchi in lega dal raggio minore, le frecce laterali sono integrate nei gusci degli specchi retrovisori e l'illuminazione dell'abitacolo è di colore blu. Inoltre la qualità dei materiali e dei rivestimenti è differente rispetto al modello prodotto in Europa (più curato). Nell'ottobre 2010 vi è un piccolo restyling, della versione europea, che diventa più simile alla versione indiana, come gli indicatori di direzione nei gusci dei retrovisori, vi è un aggiornamento dei motori, tutti diventano Euro 5, i diesel hanno anche il filtro antiparticolato di serie.

### La dinamica
Il telaio di base flessibile completamente inedito si adatta a numerosi tipi di autovetture, ha debuttato con la i20 ed è stato adottato da altri modelli come la Kia Soul, Venga e le Hyundai ix20 e Accent quarta serie. La scocca viene realizzata con acciai alto resistenziali a deformazione programmata in base all'entità dell'impatto, le portiere sono dotate di barre d'acciaio anti intrusione e di rinforzi aggiuntivi. Nel 2009 la i20 è stata sottoposta ai crash test dell'ente Euro NCAP totalizzando il risultato complessivo di cinque stelle con una protezione per gli adulti pari all'88%, protezione bambini 83%, investimento pedoni 64% e accessori per la sicurezza 86%. Inoltre sempre nel 2009 l'EuroNCAP ha stilato una classifica con le cinque auto più sicure e la Hyundai i20 ha raggiunto la quarta posizione.
Il pianale è a trazione anteriore con motore in posizione trasversale, le sospensioni anteriori sono a geometria MacPherson con ruote indipendenti e barra stabilizzatrice mentre il retrotreno adotta le ruote interconnesse da un ponte torcente e barra stabilizzatrice. Gli ammortizzatori sono a gas e l'impianto frenante sfrutta dei dischi auto ventilati all'avantreno e dei tamburi al retrotreno per la versione base mentre per tutte le alte versioni sono di serie dei dischi pieni. I dispositivi di sicurezza di serie sono il sistema anti bloccaggio delle ruote motrici (ABS), il ripartitore di frenata (EBD), dispositivo di frenata assistita (BAS), airbag frontali con quello per il lato passeggero disattivabile, laterali e per la testa a tendina (sei totali) e i poggiatesta attivi. Le versioni più costose dispongono anche del controllo elettronico della stabilità (ESP) e della trazione (TCS) oltre ai fendinebbia.

### Versioni e allestimenti
In Italia la Hyundai i20 viene commercializzata in tre allestimenti: la versione d'ingresso Classic, l'intermedia Comfort e quella più esclusiva Premium.
La versione Classic viene prodotta sia con carrozzeria tre porte che cinque porte ed è disponibile nei motori 1.2 16V Kappa benzina e BlueDrive GPL. Oltre ai vari dispositivi di sicurezza già citati propone di serie la chiusura centralizzata, gli alzacristalli anteriori elettrici, climatizzatore manuale, immobilizer, cassettino refrigerato di fronte al passeggero, divano posteriore reclinabile 60/40, servosterzo e volante regolabile in altezza e profondità. La Classic è l'unica i20 con freni posteriori a tamburo ma a pagamento sono disponibili i dischi pieni.
La Comfort aggiunge alla della Classic l'antifurto, i fendinebbia, l'ingresso Aux ed USB, l'autoradio con comandi al volante, inserti per la plancia argentati stile alluminio, freni a disco posteriori, controllo stabilità ESP e controllo di trazione TCS, computer di bordo, maniglie portiere in tinta carrozzeria, calandra cromata, retrovisori esterni in tinta carrozzeria ripiegabili e riscaldabili elettricamente e sedile guida regolabile in altezza. La Comfort è disponibile in versione tre e cinque porte con i motori 1.2 benzina e BlueDrive, 1.4 benzina e 1.4 CRDi diesel.
Infine la più lussuosa nonché versione di punta Premium disponibile a tre e cinque porte con motore 1.4 16V benzina e 1.6 CRDI diesel. Aggiunge rispetto alla Comfort i cerchi in lega leggera da 16", il climatizzatore a controllo automatico e il volante e pomello del cambio in pelle. Gli unici optional a pagamento sono la vernice metallizzata o nera. Soltanto per la Classic è disponibile il Pack 1 di accessori (antifurto, autoradio, ingresso USB ed Aux e fendinebbia) e il Pack 2 (freni a disco posteriori, ESP e TCS).
Nel maggio del 2010 la Hyundai ha proposto sul mercato la versione speciale i20 denominata "FIFA World Cup Limited Edition" poiché la casa madre è sponsor dei mondiali di calcio 2010. La i20 dispone di serie di ABS con EBD, sei airbag, cerchi in lega da 15", fendinebbia, climatizzatore manuale, computer di bordo, autoradio CD con MP3, ingresso USB ed Aux e comandi al volante, navigatore satellitare Garmin Nuvi 1490 TV con schermo da 5 pollici e Bluetooth, televisione con digitale terrestre e mappe 3D di 43 paesi e la carrozzeria verniciata di bianco con il logo della bandiera tricolore italiana applicato sul cofano e sulla fiancata.
Nell'ottobre 2010 debutta la versione speciale denominata "i20 by Fiorucci", come la i10.
La dotazione è la stessa della versione Comfort con l'aggiunta del doppio tetto panoramico apribile, specchietto retrovisore interno con schermo della telecamera posteriore e Park Assist. La mascherina esterna, i retrovisori e gli angolari fendinebbia sono verniciati in nero Soft Touch. Vi sono dettagli aggiuntivi, come il marchio Fiorucci nelle portiere e nella parte posteriore, vicino al marchio i20. I dettagli interni in stile Fiorucci di colore arancione, sono il pomello del cambio, i tappetini, i sedili grigio antracite con la scritta Fiorucci, anche i poggiatesta anteriori e posteriori sono grigi e arancioni. La versione Fiorucci è disponibile solo con il motore 1.2 benzina già Euro 5.
Nel maggio 2011 entra in gamma la versione speciale Sound Edition, la dotazione deriva dalla Comfort, vengono aggiunti i cerchi in lega da 15" e il Pioneer Multimedia System che integra il sistema audio con lettore cd/mp3, porta USB e iPod ready, navigatore satellitare con mappe europee e Bluetooth con sistema Parrot. I motori disponibili sono il 1.2 benzina e il 1.4 CRDi, in versione sia 3 che 5 porte.

### Restyling luglio 2012

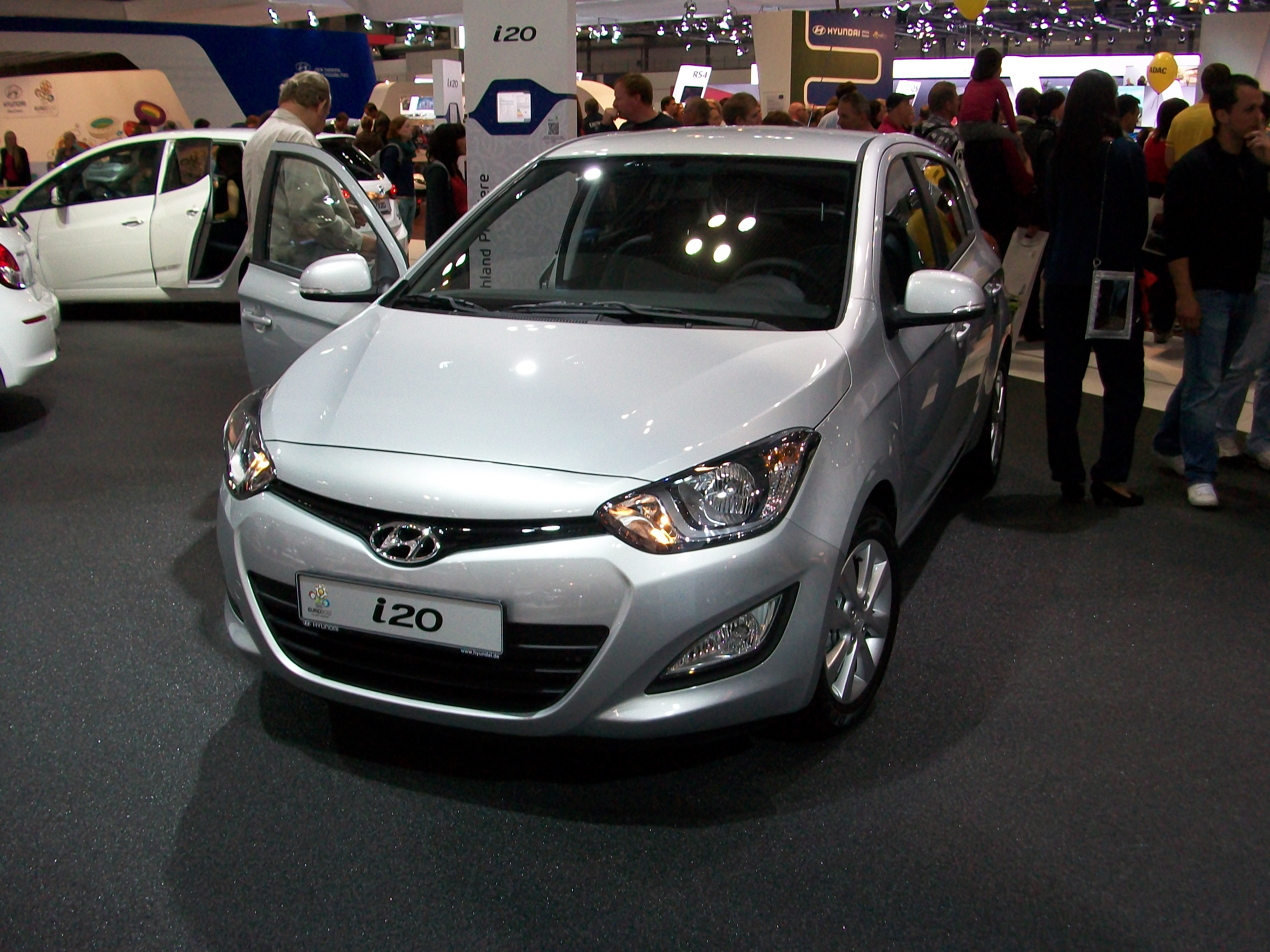
Hyundai i20 restyling 2012

A luglio 2012 la i20 è stata rivista nel design esterno ed interno rendendolo più aggressivo. Il frontale cambia disegno avvicinandosi allo stile "Fluidic Sculpture" delle altre auto del gruppo Hyundai. La mascherina ora presenta un listello unico di colore nero lucido, la presa d'aria principale riprende la forma esagonale degli altri modelli. Eccetto le versioni base "Classic" e "Sound Edition" prive dell'"exterior pack", sono presenti fari antinebbia con integrati luci diurne a LED. Il gruppo ottico anteriore è rivisto con calotta trasparente e bombata ed elementi ottici più elaborati. Il posteriore è rivisto in misura minore con l'aggiunta di due catarifrangenti rossi e i gruppi ottici sono rivisti nel disegno con maggiore importanza alla visibilità.
Gli interni sono stati dotati di plastiche "Soft touch" ed i sedili sono stati migliorati nel rivestimento.

### Prototipi derivati dalla i20
Al Salone di Parigi edizione 2008 la Hyundai svela la Hyundai i20 i-Blue, un prototipo realizzato partendo dalla i20 caratterizzato dalle emissioni inquinanti e dai consumi ridotti rispetto alla versione di produzione. Le modifiche riguardano soprattutto l'aerodinamica dell'autovettura migliorata che permette una resistenza all'aria migliore e quindi una riduzione dei consumi, ottenuta abbassando il telaio di pochi millimetri; il frontale è stato leggermente modificato chiudendo alcune prese d'aria; i rapporti del cambio sono stati allungati; l'olio motore utilizzato è a bassa viscosità e gli pneumatici Michelin Energy sono a basso impatto di rotolamento. Il motore della i20 i-Blue è il 1.4 CRDi diesel da 90 cavalli con 220 Nm di coppia massima con cambio manuale a sei rapporti in grado di far consumare soli 3,75 litri per percorrere 100 km emettendo 99 grammi al km di anidride carbonica. La velocità di punta di questo prototipo è di 176 km/h con scatto da 0 a 100 km/h registrato in 13,0 secondi. La i20 i-Blue inoltre era dotato del sistema ISG con Stop&Go che spegne il motore nelle soste cittadine per esempio in coda al semaforo.

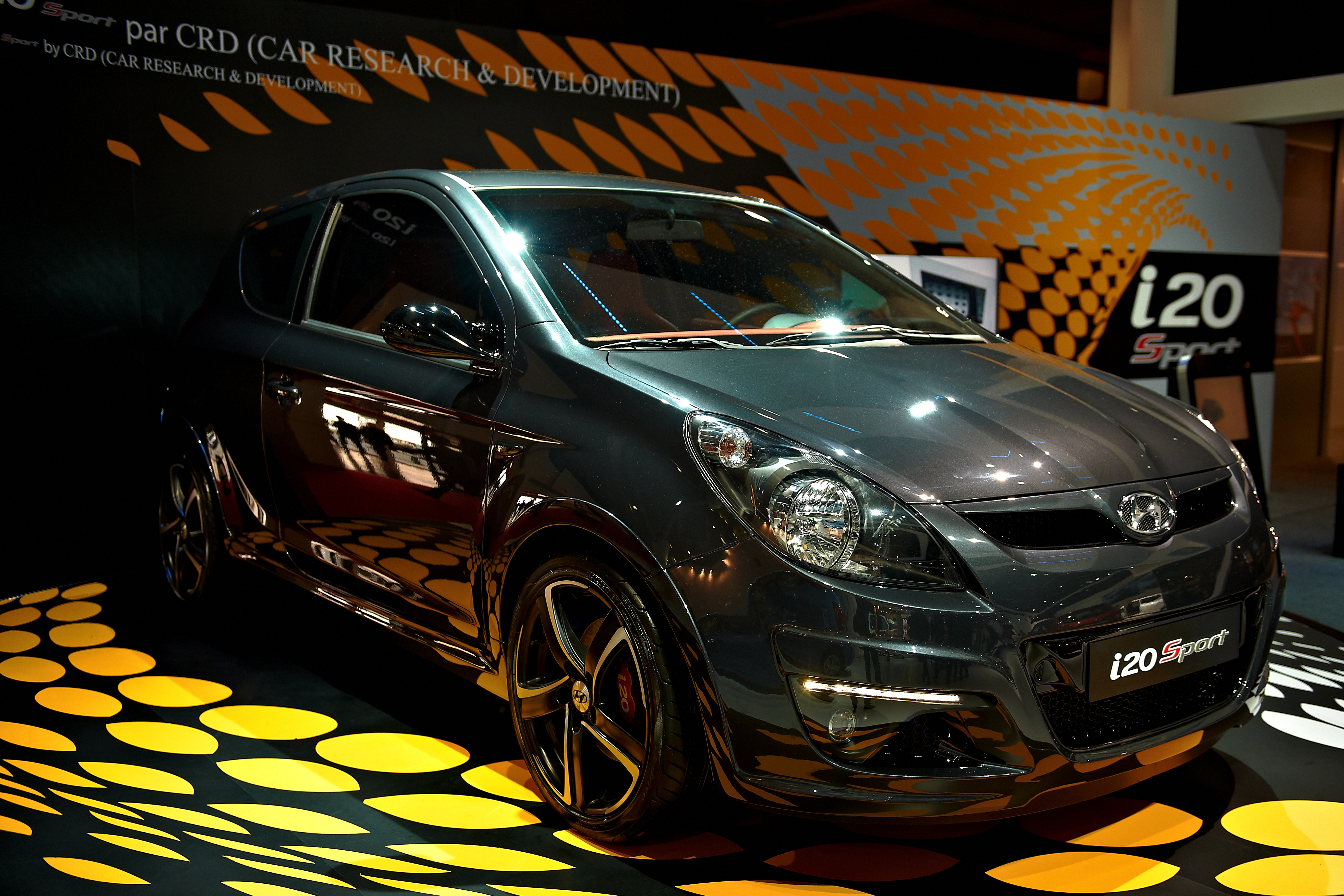
Hyundai i20 Sport

Al salone di Parigi edizione 2010 invece la Hyundai presenta il prototipo i20 Sport realizzato in collaborazione con la divisione Car Research and Development (CRD) della tedesca Brabus. Si tratta di una versione sportiva a tre porte caratterizzata da numerosi accessori particolari come i nuovi cerchi in lega Brabus da 17 pollici, i sedili sportivi della Recaro, pneumatici Yokohama, plancia e selleria in pelle arancione e navigatore satellitare touch screen da 7 pollici. Esteticamente l'auto si riconosce per la carrozzeria grigia scuro con doppio terminale di scarico posteriore in alluminio, assetto ribassato con sospensioni più rigide per migliorare l'handling, nuovo paraurti frontale con caratteristici fendinebbia a LED racchiusi da un guscio triangolare, minigonne e spoiler aerodinamico oltre ai nuovi specchi retrovisori. Il motore è il 1.6 CRDi diesel da 128 cavalli. In seguito al grande successo riscosso durante l'esposizione la Hyundai ha deciso di produrre l'auto in serie limitata presso gli stabilimenti di İzmit in Turchia e di Chennai in India.

### Motorizzazioni
La gamma motori si compone di cinque propulsori: tre alimentati a benzina disponibili anche in versione BlueDrive a doppia alimentazione benzina e gas GPL e due turbodiesel. Il propulsore alimentato a benzina più piccolo è il 1.2 16V facente parte della famiglia motoristica Hyundai Kappa: si tratta di un motore di nuova concezione a iniezione elettronica multipoint Bosch e che sfrutta un'architettura meccanica con doppio albero a camme in testa, blocco e testata in alluminio, il peso è di 82,4 kg. Quattro sono le valvole per cilindro per 16 valvole totali, la cilindrata è di 1.248 cm³ ed eroga la potenza massima di 78 cavalli a 6.000 giri al minuto, la coppia massima è di 118,6 N·m a 4.000 giri al minuto. Il motore 1.2 Kappa è disponibile solo con trasmissione manuale a cinque rapporti, era omologato Euro 4, ma da fine 2010 è divenuto Euro 5. Viene prodotto anche a doppia alimentazione BlueDrive a benzina e GPL.
Il secondo motore è il 1.4 facente parte della famiglia motoristica Hyundai Gamma. È un quattro cilindri con sedici valvole ed iniezione elettronica multipoint, sfrutta un'architettura meccanica con doppio albero a camme in testa, blocco e testata in alluminio. La potenza massima erogata a 5.500 giri è di 100 cavalli per 137 N·m a 4.200 giri al minuto. Il 1.4 16V Gamma è accoppiato ad un cambio manuale a cinque rapporti oppure ad un automatico sequenziale a quattro rapporti. Inizialmente rispettava i parametri della normativa Euro 4 ma dal 2010 è stato riomologato Euro 5.
Il terzo motore a benzina è il 1.6 16V facente sempre parte della famiglia Gamma. Il 1.6 in Italia non viene importato a causa della scarsa richiesta dei motori a benzina ma è disponibile nel resto dell'Europa, è un quattro cilindri che ricalca lo schema e l'architettura del 1.4 quindi con iniezione elettronica, doppio albero a camme e quattro valvole per cilindro. La potenza massima sale a 126 cavalli a 6.300 giri al minuto per la coppia massima di 157 N·m a 4.200 giri al minuto. Viene omologato Euro 4 ed è abbinato al cambio manuale a cinque rapporti oppure all'automatico sequenziale con convertitore a quattro marce. Da fine 2010 è divenuto Euro 5.
I propulsori diesel fanno parte della famiglia motoristica U-Line: il più compatto è il 1.4 CRDI a iniezione diretta common rail quattro cilindro con turbina a geometria fissa a valvola Wastegate (WGT). Possiede una distribuzione è a quattro valvole per cilindro (16 valvole totali), blocco cilindri in ghisa e testata in alluminio con doppio albero a camme. Eroga 75 cavalli a 4.000 giri al minuto con coppia massima di 220 N·m a 1.900 giri al minuto. Viene omologato Euro 4 ed è abbinato al cambio manuale a cinque rapporti. Nel 2010 è debuttata la versione omologata Euro 5 con filtro antiparticolato di serie. Il 1.4 CRDI all'estero è disponibile anche in versione potenziata a 90 cavalli con filtro DPF di serie e cambio manuale a sei rapporti. Il 90 cavalli lascia invariati i valori di coppia massima ma migliora le prestazioni rispetto al 75 cavalli.
Il secondo motore diesel è il 1.6 CRDi con turbina a geometria variabile e 16 valvole; l'architettura meccanica è la stessa del 1.4 a variare sono la potenza e la coppia con 116 cavalli erogati a 4.000 giri al minuto e 260 N·m a 1.900 giri al minuto. Viene abbinato ad una trasmissione manuale a sei rapporti ed è omologato Euro 4 con filtro anti particolato di serie. Per il mercato estero è disponibile anche la versione potenziata a 128 cavalli, sempre Euro 4 con medesima trasmissione, ma capace di prestazioni più sportive e consumi simili. La 1.6 CRDi 128 cavalli non viene venduta in Italia. Nel fine 2010 il 1.6 è divenuto Euro 5.
A Settembre 2012 in concomitanza del restyling FL 2012 è stata aggiornata la gamma propulsori. Il 1.25 16V Kappa è stato portato a 85 CV a 6000 giri al minuto e la coppia raggiunge i 120 Nm a 4000 giri al minuto, ed i consumi dichiarati raggiungono i 4,7L/100 km. È possibile abbinarlo all'allestimento "BlueDrive GPL". Il 1.4 16V Gamma ha mantenuto le medesime caratteristiche con la possibilità di essere abbinato ad un cambio automatico a 4 rapporti in sostituzione del sei marce manuale di serie.
I Diesel vedono l'introduzione, con la dismissione del 1.4 CRDI da 75 CV, del 1.1 12v CRDI con turbocompressore: motore con basamento in ghisa e testata in alluminio, tre cilindri in linea, doppio albero a camme in testa, iniezione diretta tipo common rail. Il piccolo motore sviluppa 75 cavalli a 4000 giri al minuto e 220 Nm di coppia costanti tra i 1750 e 2500 giri al minuto. È abbinato ad un cambio manuale a sei rapporti e sistema ISG. Il consumo nel ciclo misto è dichiarato a 3,6l/100 km nel ciclo misto e 93g/km di anidride carbonica emessa ed è omologato Euro 5. Il 1.4 CRDI da 90 CV mantiene le precedenti caratteristiche.

### Riepilogo caratteristiche tecniche
| Modello                  | Disponibilità | Motore                           | Cilindrata cm³ | Potenza        | Coppia max              | Emissioni CO2 (g/km) | 0–100 km/h (secondi) | Velocità max (km/h) | Consumo medio (km/l) |
| 1.2 16V Kappa            | dal debutto   | 4 cilindri in linea, Benzina     | 1.248          | 57 kW (78 CV)  | 119 N·m @4.000 giri/min | 124                  | 12,9                 | 165                 | 19,2                 |
| 1.2 16V Kappa BlueDrive  | dal debutto   | 4 cilindri in linea, Benzina-GPL | 1.248          | 57 kW (78 CV)  | 119 N·m @4.000 giri/min | 113                  | 12,9                 | 160                 | 14,3                 |
| 1.4 16V Gamma            | dal debutto   | 4 cilindri in linea, Benzina     | 1.396          | 74 kW (100 CV) | 137 N·m @4.200 giri/min | 133 (142 Premium)    | 11,6                 | 180                 | 17,8 (16,2 Premium)  |
| 1.4 16V Gamma Automatica | non importata | 4 cilindri in linea, Benzina     | 1.396          | 74 kW (100 CV) | 137 N·m @4.200 giri/min | 152                  | 12,9                 | 172                 | 16,2                 |
| 1.6 16V Gamma            | non importata | 4 cilindri in linea, Benzina     | 1.591          | 93 kW (126 CV) | 157 N·m @4.200 giri/min | 144                  | 10,6                 | 190                 | 16,4                 |
| 1.6 16V Gamma Automatica | non importata | 4 cilindri in linea, Benzina     | 1.591          | 93 kW (126 CV) | 157 N·m @4.200 giri/min | 155                  | 10,9                 | 180                 | 15,4                 |
| 1.4 CRDi 16V WGT 75      | dal debutto   | 4 cilindri in linea, Diesel      | 1.396          | 55 kW (75 CV)  | 220 N·m @1.900 giri/min | 116                  | 16,2                 | 161                 | 22,7                 |
| 1.4 CRDi 16V WGT 90      | dal 2010      | 4 cilindri in linea, Diesel      | 1.396          | 66 kW (90 CV)  | 220 N·m @1.900 giri/min | 116                  | 14,0                 | 172                 | 22,7                 |
| 1.6 CRDi 16V VGT 116 DPF | dal debutto   | 4 cilindri in linea, Diesel      | 1.582          | 85 kW (116 CV) | 260 N·m @1.900 giri/min | 117                  | 10,7                 | 190                 | 22,7                 |
| 1.6 CRDi 16V VGT 128 DPF | non importato | 4 cilindri in linea, Diesel      | 1.582          | 94 kW (128 CV) | 260 N·m @1.900 giri/min | 117                  | 10,0                 | 200                 | 22,7                 |

## Seconda generazione (2014-2020)
La seconda generazione della Hyundai i20 viene presentata al Salone dell’automobile di Parigi nel settembre 2014. Il nuovo progetto (codice GB) viene totalmente sviluppato a Rüsselsheim, presso il centro ricerche europeo del costruttore. Visto l’ottimo successo riscontrato dalla prima generazione, con la seconda i vertici Hyundai impongono la realizzazione di una nuova utilitaria che andasse in diretta concorrenza con i modelli europei più blasonati sia dal punto di vista qualitativo sia dinamico; viene realizzata una nuova piattaforma di base per migliorare le doti stradali della vettura (punto debole della prima serie) e viene sviluppata una versione tre porte in stile coupé rivolta ad un pubblico giovanile e che servisse anche da base per la vettura da utilizzare nel campionato mondiale rally. Dal modello europeo ne è stata sviluppata anche una versione con assetto irrobustito da produrre per il mercato indiano.

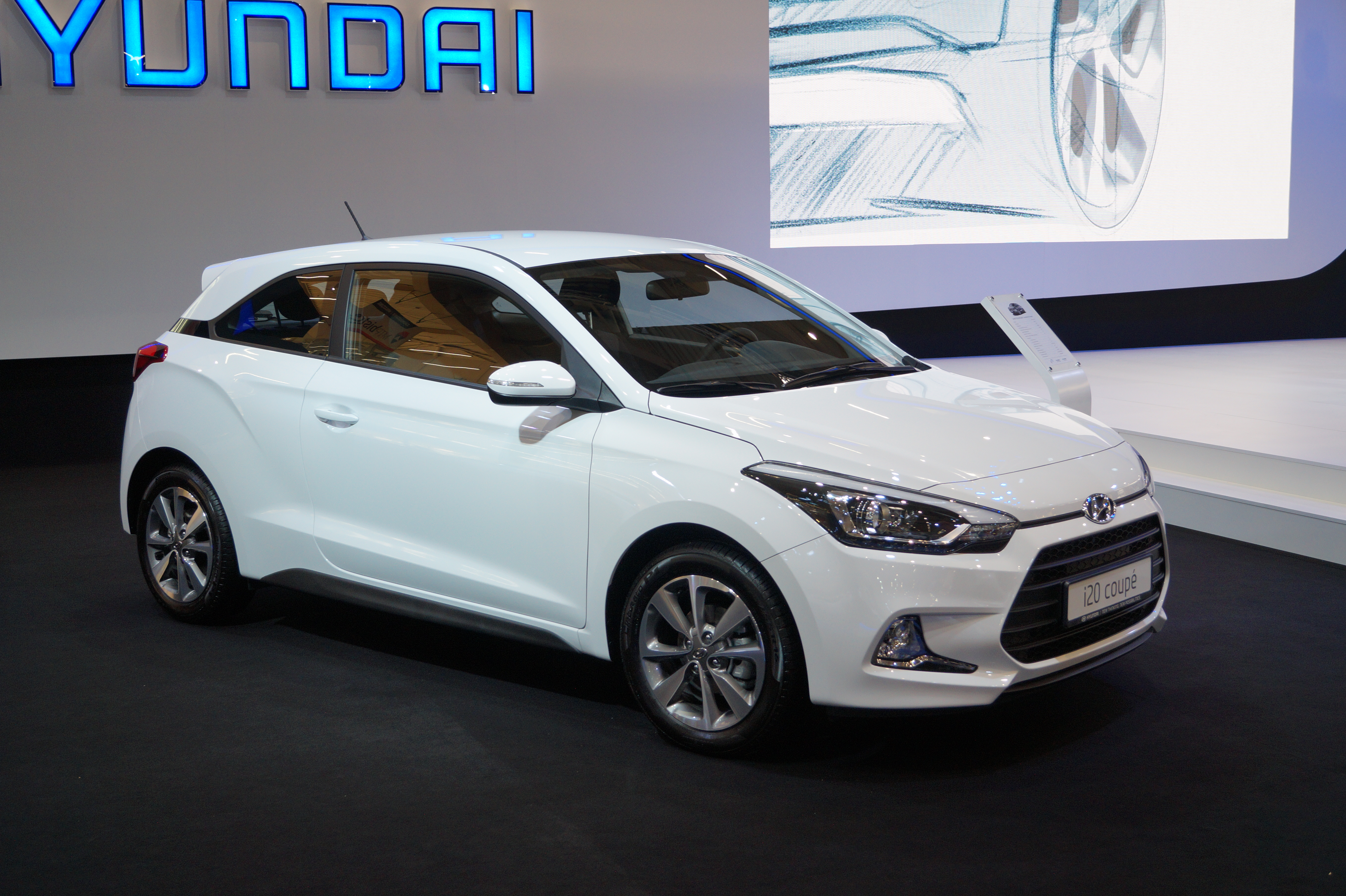
Hyundai i20 Coupé, versione 3 porte

La produzione europea viene spostata nell'impianto di İzmit che la Hyundai possiede in Turchia nel quale ha investito circa 500 milioni di euro per aggiornare le linee produttive.
In India la produzione della vettura parte contemporaneamente all'avvio europeo e verrà commercializzata come Hyundai Elite i20 per differenziarla dalla vecchia generazione rimasta in produzione.
La versione tre porte viene presentata al salone di Ginevra nel marzo 2015 e viene ribattezzata Hyundai i20 Coupé. La produzione avviene esclusivamente in Turchia e viene esportata anche in alcuni paesi asiatici andandosi a posizionare al di sotto della Hyundai Veloster.
Nel settembre 2015 al salone dell’auto di Francoforte viene svelata la terza versione della gamma ovvero la i20 Active, allestimento stile crossover con assetto rialzato di 20 mm e protezioni sottoscocca, scudi paracolpi e barre sul tetto.

### Design
Il design della seconda generazione della i20 è opera di Casey Gee Hoon Hyun ed è stato sviluppato presso il centro stile Hyundai di Rüsselsheim in Germania secondo il linguaggio stilistico Fluidic Sculpture 2.0; presenta una carrozzeria più bassa di 16 mm e più filante con un coefficiente di resistenza aerodinamica pari a 0,30, la lunghezza complessiva raggiunge i 4,03 metri. Il frontale è caratterizzato dalla grande calandra trapezoidale posizionata al centro del paraurti e grande fanali con luci diurne a LED raccordati da una mascherina di piccole dimensioni che incorpora il marchio Hyundai. La fiancata possiede il montante C verniciato di nero che raccorda la vetratura al lunotto mentre al posteriore sono presenti i fanali a sviluppo orizzontale con la targa posizionata sul paraurti.
La versione 3 porte coupé possiede una fiancata differente dalla 4 porte con una nervatura a livello dei passaruota posteriori e il tetto discendente sul montante C.
La versione Active crossover invece viene caratterizzata da paraurti specifici con scudo paracolpi sia anteriore che posteriore con protezioni in plastica grezza lungo la carrozzeria.
Internamente la plancia possiede la parte centrale rivolta verso il guidatore e ospita l'autoradio e le bocchette d'aerazione. Viene introdotto anche il nuovo sistema multimediale touchscreen da 7 pollici con navigatore, connessione bluetooth e supporto AUX ed MP3 oltre ad una stazione per connettere gli smartphone. Il baule possiede un volume minimo pari a 326 litri mentre abbattendo i sedili il volume è di 1.042 litri.

### Meccanica
Il pianale è totalmente nuovo: è una struttura a trazione anteriore con motore disposto in posizione trasversale con carreggiate più larghe e il passo allungato a 2,570 metri (4,5 cm in più rispetto alla piattaforma della prima serie) in modo da migliorare le doti dinamiche della vettura. Le sospensioni anteriori utilizzano la geometria MacPherson con ruote indipendenti e barra stabilizzatrice, mentre il retrotreno adotta le ruote interconnesse con schema a ponte torcente e barra stabilizzatrice. Gli ammortizzatori sono a gas con quelli posteriori disposti in posizione verticale. L'impianto frenante sfrutta dei dischi auto ventilati all'avantreno e dei tamburi al retrotreno per la versione base, mentre per tutte le alte versioni sono di serie dei dischi pieni. I dispositivi di sicurezza di serie sono il sistema antibloccaggio delle ruote motrici (ABS), il ripartitore di frenata (EBD) e frenata assistita (BAS), sei airbag con poggiatesta attivi, controllo elettronico della stabilità (ESP) e della trazione (TCS), sistema anti-arretramento in salita (HAC) mentre a pagamento o disponibili sui modelli di punta i fendinebbia, il Lane Departure Assist che avvisa in caso di cambio involontario di corsia e cruise control con limitatore di velocità.
La carrozzeria è composta dal 62% da acciai alto resistenziali e dal restante da acciai stampati a caldo a deformazione programmata. Viene introdotto anche un nuovo servosterzo elettrico MDPS che ad alta velocità indurisce automaticamente lo sterzo.
Nel mercato italiano è divenuta disponibile da gennaio 2015. Sempre nel 2015 viene introdotta successivamente la versione a tre porte differente dalla cinque porte per la griglia frontale di forma esagonale e per la parte posteriore
La seconda generazione è disponibile con motori benzina, diesel e bifuel GPL. Per quanto riguarda le unità a benzina, sono inizialmente disponibili i propulsori 4 cilindri 1.2 Kappa con 75 CV o 84 CV abbinato ad un cambio a 5 marce e 1.4 Kappa da 100 CV abbinato ad un cambio a 6 marce, quest'ultimo sostituito, dal secondo trimestre 2016, dal nuovo 3 cilindri 1.0 turbo con 100 CV abbinato ad un cambio 5 marce. Questa nuova unità è disponibile anche nella variante da 120 CV e cambio a 6 marce, se ordinata nella versione rialzata crossover denominata "Active", anch'esse disponibili dal 2016. I motori a gasolio sono due: un 1.1 CRDI 3 cilindri da 75 CV e il 1.4 CRDI 4 cilindri da 90 CV, già presente in altri modelli della gamma Hyundai, quali ix20 e i30. Le unità a benzina 1.2 sono disponibili anche con doppia alimentazione benzina/GPL.
La i20 è stata sottoposta, nel 2015, ai crash test della Euro NCAP, ottenendo una valutazione di 4 stelle su 5.

### Restyling 2018

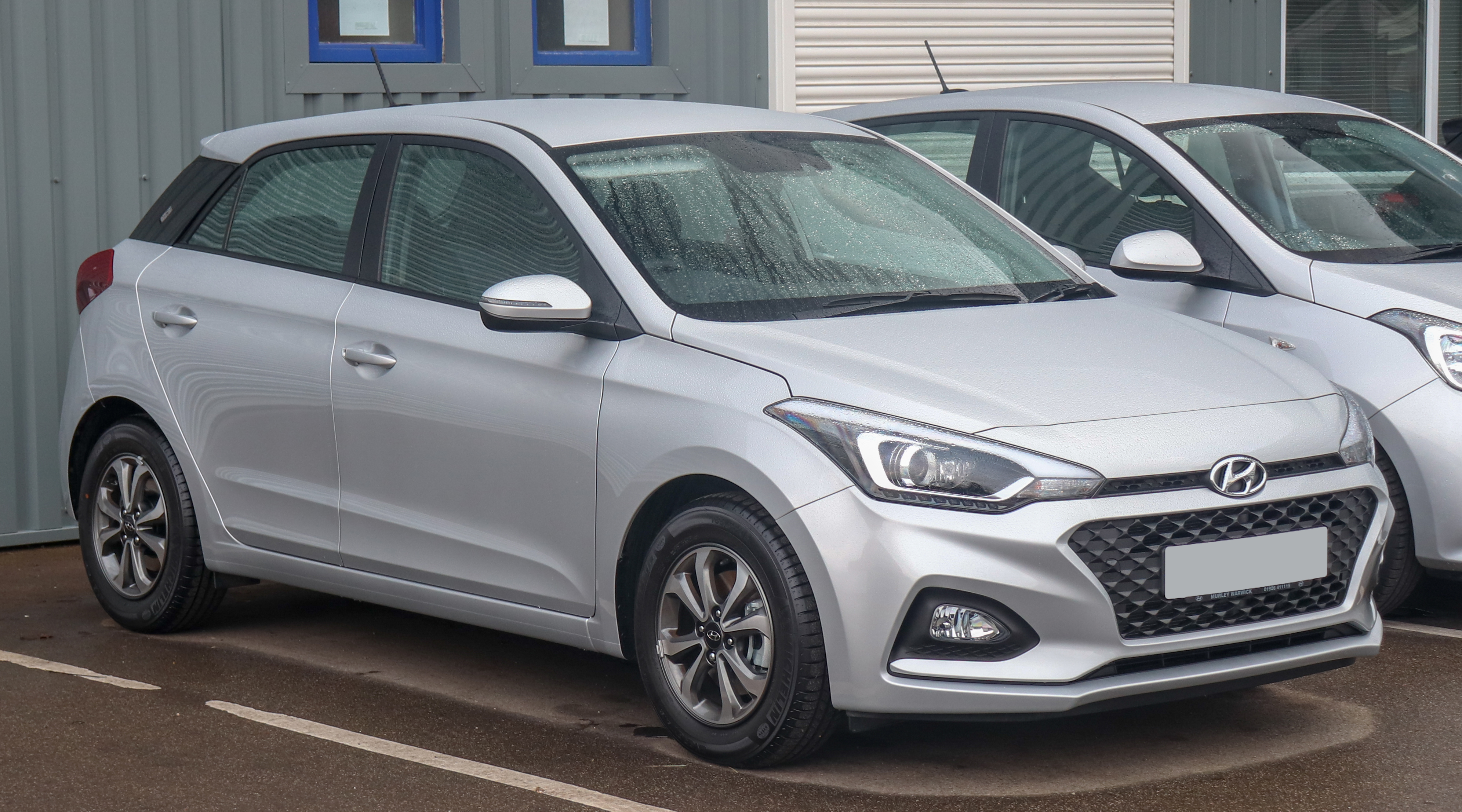
La i20 5 porte dopo il restyling del 2018

Nel giugno 2018 Viene presentato il restyling ad opera del designer Marco Gianotti.
Le principali modifiche riguardano l’estetica con l’introduzione della nuova calandra Cascading Grille simile a quella del modello Kona con forme più arrotondate, nuovi paraurti anteriori e posteriori, la targa viene spostata sul portellone, nuovi fanali Full Led. La capacità del bagagliaio varia da 326 a 1.042 litri. Vengono introdotti anche la vernice bicolore col tetto panoramico, nuovi cerchi in lega e nuovo impianto multimediale blueMedia con touchscreen da 5 e 7 pollici e compatibilità con Android Auto e Apple CarPlay, la versione da 7 pollici possiede anche connettività internet. Tra i sistemi di sicurezza vengono introdotti i pacchetti Smart Sense con i dispositivi di assistenza alla guida frenata automatica d'emergenza, mantenimento attivo della corsia, gestione dei fari abbaglianti e rilevamento della stanchezza del conducente.
La gamma motori porta al debutto il nuovo 1.0 Turbo GDI Kappa a tre cilindri con iniezione diretta e turbocompressore, 12 valvole, erogante 100 e 120 cavalli con cambio manuale a 5 rapporti. Optional l’opzione del cambio automatico a doppia frizione a sette rapporti. Le motorizzazioni diesel escono dal listino europeo.
A settembre 2018 i motori vengono nuovamente omologati secondo la normativa Euro 6D-Temp e il 1.0 turbo viene equipaggiato con il filtro anti particolato GPF.

## Terza generazione (dal 2020)

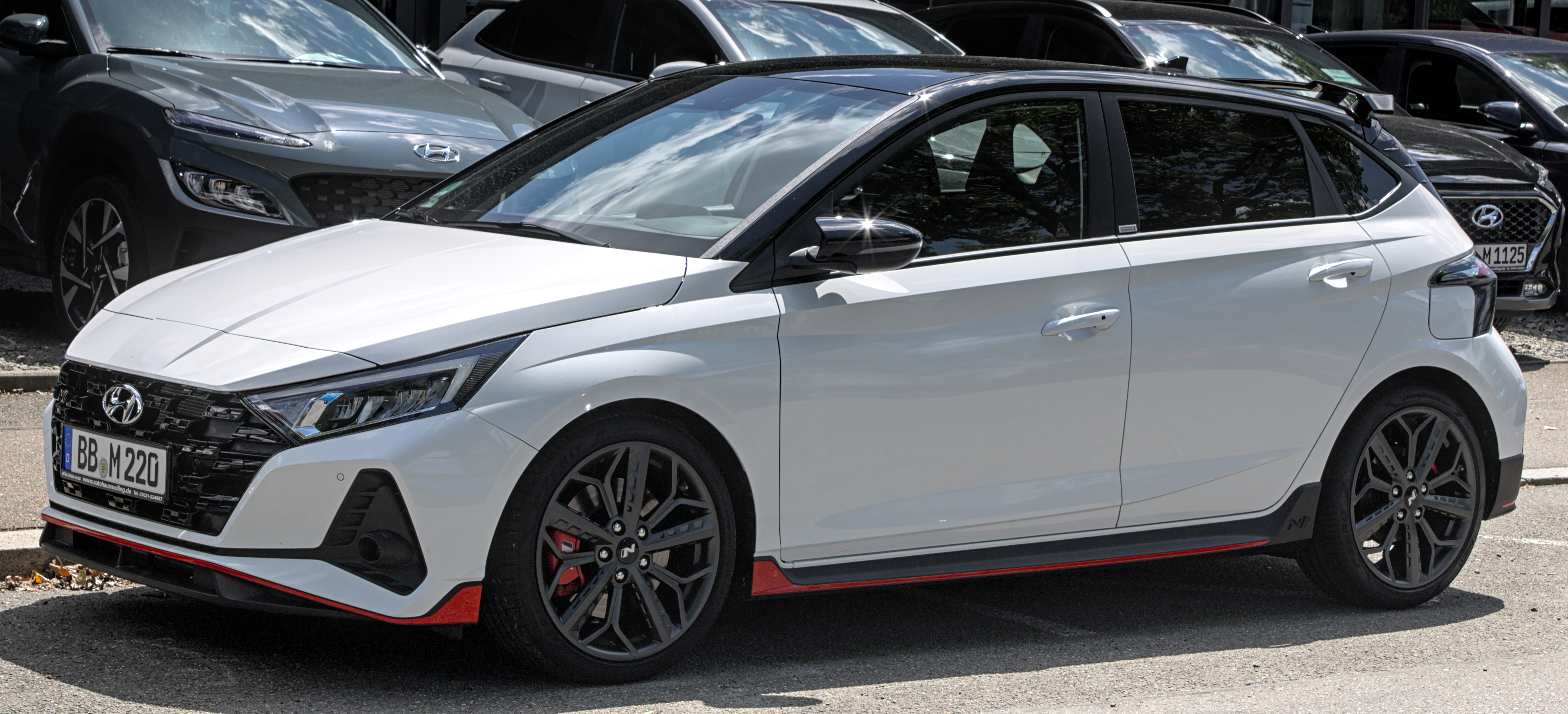
i20 N

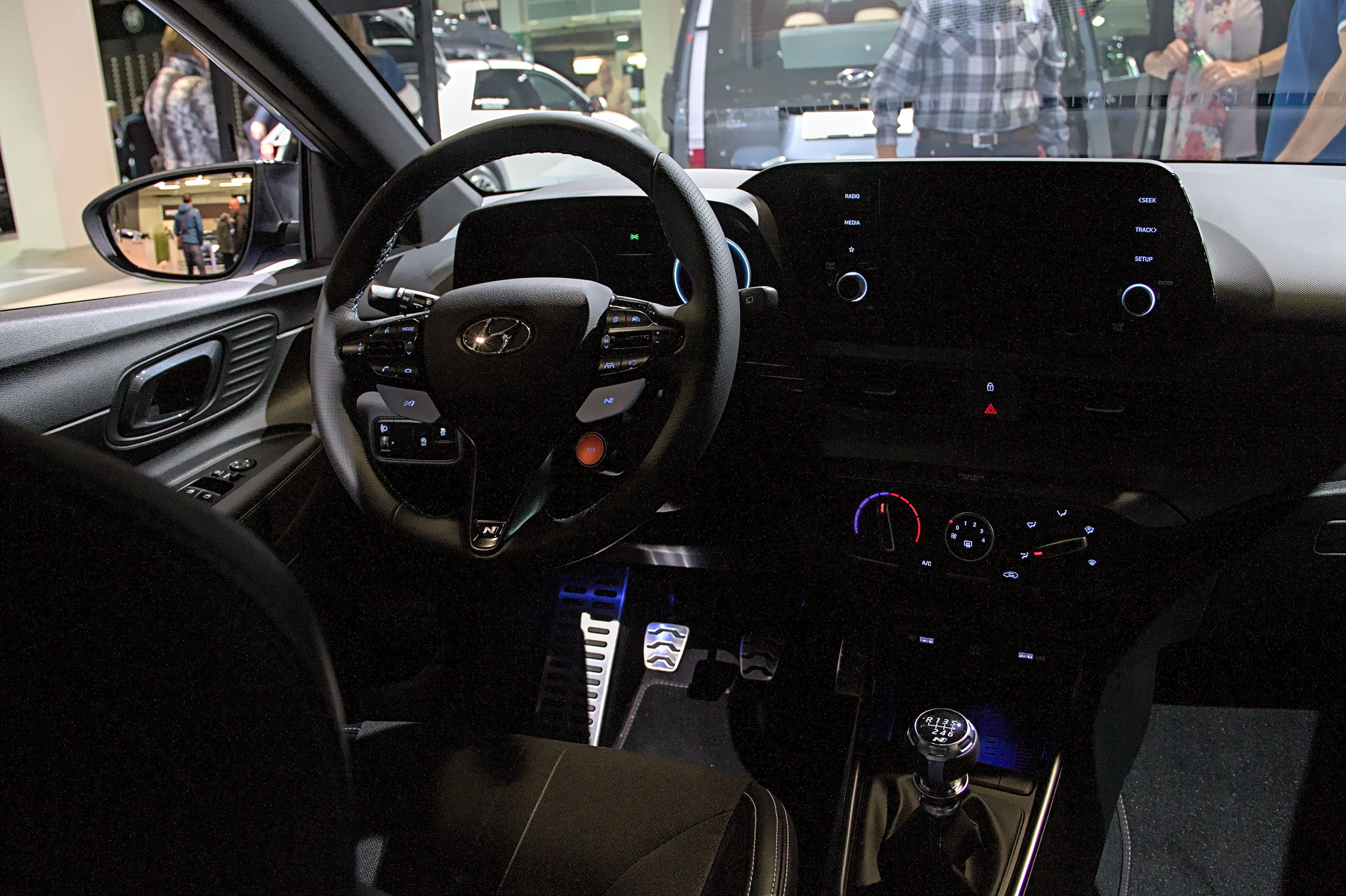
Interni di una Hyundai i20 N del 2021

La i20 di terza generazione (nome in codice BC3) è stata presentata attraverso un evento online il 19 febbraio 2020. Il debutto era fissato al 90º Salone di Ginevra nel marzo 2020, annullato a causa della pandemia di COVID-19.
La terza generazione i20 è più grande e più bassa rispetto alla generazione precedente, introducendo un nuovo design a spigoli e un nuovo linguaggio stilistico chiamato "Sensuous Sportiness".
Dopo il suo debutto nel febbraio 2020, la produzione per il mercato europeo è iniziata nello stabilimento di İzmit in Turchia nell'agosto 2020.
La vettura viene realizzata sulla piattaforma Hyundai-Kia K2 condivisa con altre autovetture compatte del gruppo Hyundai-Kia. Con la nuova piattaforma, il telaio della i20 utilizza il 66% di acciaio ad alta resistenza che migliora sia il comportamento dinamico e la guidabilità sia la sicurezza in caso di incidente. Novità per questa generazione sono i due display da 10,25 pollici che sostituiscono la classica strumentazione analogica: uno per il quadro strumenti e uno per il sistema dell'infotainment. Inoltre per la prima volta è disponibile anche l'allestimento N-Line e la variante più sportiva N orientata alle prestazioni.
In India la terza generazione i20 è stata lanciata il 5 novembre 2020. Per il mercato indiano, la i20 (nome in codice BI3) è 45 mm più corto della versione europea per rientrare nella fascia fiscale indiana che favorisce i veicoli più corti di 4 m, mentre è 25 mm più larga e 55 mm più alta.

### i20 N
La versione ad alte prestazioni chiamata l'i20 N è stato presentata nel mese di ottobre 2020. Essa è la seconda vettura ad essere sviluppata e marchiata dal reparto N di Hyundai dopo l'i30 N.
La i20 N è alimentata dal motore della famiglia "Gamma" GDi turbo da 1,6 litri abbinato a un cambio manuale a 6 marce. Questo motore eroga per 204 CV (150 kW) e 275 Nm di coppia. Poiché la i20 N pesa solo 1190 kg, è in grado di accelerare da 0 a 100 km/h in 6,2 secondi con una velocità massima di 230 km/h.
Il suo motore eroga la coppia massima tra 1750 e 4500 giri/min e sviluppa la potenza massima tra i 5500 e 6000 giri/min. Sebbene il motore sia già utilizzato su altri modelli Hyundai, per la i20 N è dotato di un turbocompressore Garrett specifico e di un sistema intercooler maggiorato.
Per quanto riguarda l'assetto e la meccanica, il telaio è stato rinforzato in 12 punti in special modo all'anteriore con una nuova geometria per le sospensioni. Angolo di camber è stato aumentato mentre sono stati montati una nuova barra stabilizzatrice, nuove molle e nuovi ammortizzatori. Anche i freni sono stati maggiorati.

## Attività sportiva

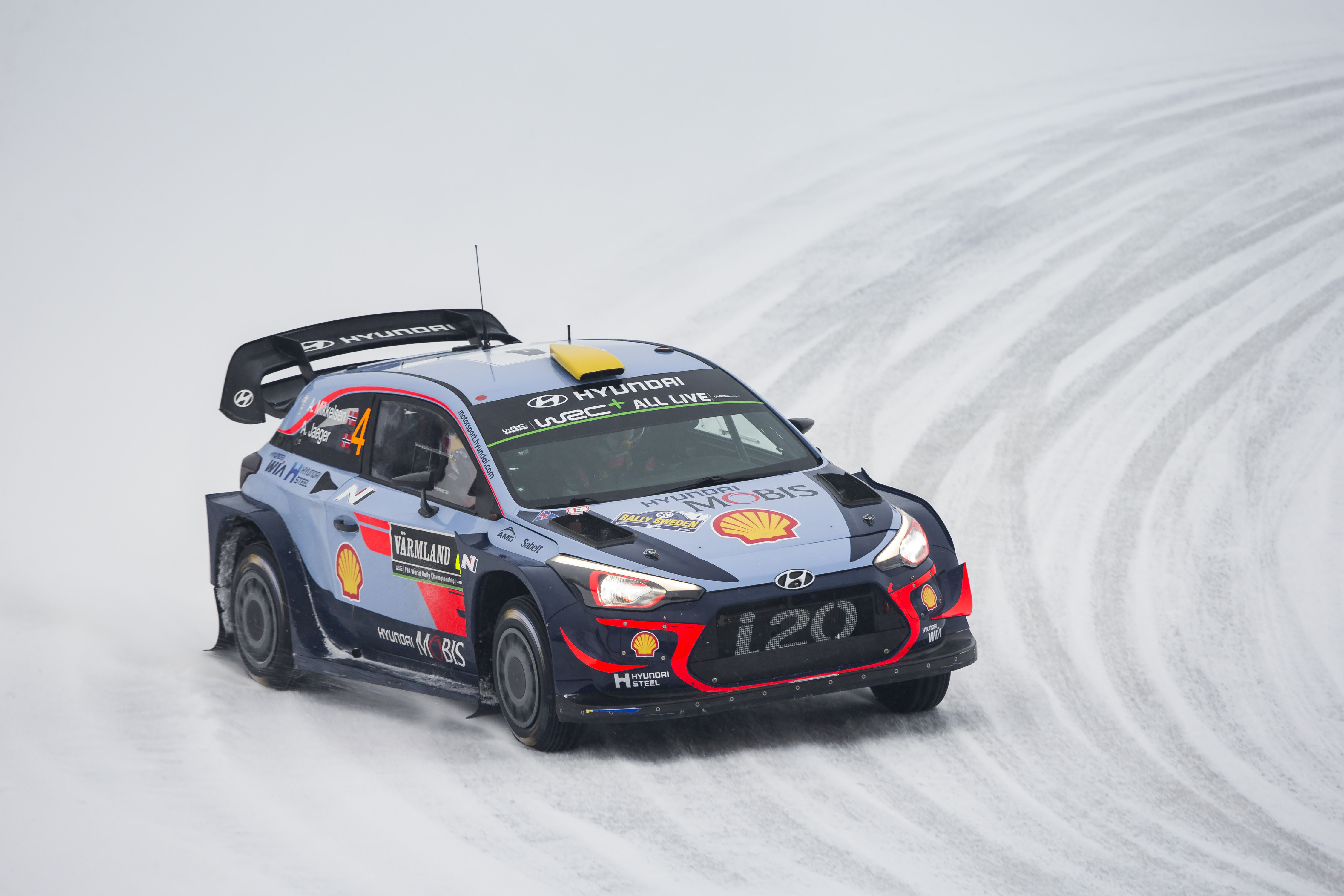
i20 durante in rally

La versione da competizione della i20, denominata Hyundai i20 WRC, ha debuttato nel campionato mondiale rally costruita nel 2014. Basata sulla i20 di prima generazione, è stata presentata al Salone di Parigi del 2012, segnando il ritorno di Hyundai nel WRC dopo un'assenza di dieci anni dall'ultima partecipazione con la Accent WRC. L'auto è stata allestita dalla divisione Hyundai Motorsport con base a Francoforte in Germania. La i20 WRC ha fatto il suo debutto al Rally di Monte Carlo nel gennaio 2014.
Nel 2017 ha debuttato la Hyundai i20 Coupe WRC. In seguito la Hyundai ha creato anche la i20 R5, che viene utilizzata nelle competizioni del World Rally Championship-2 e nei vari campionati nazionali nella classe R5 da varie scuderie private e clienti. La i20 oltre al rally è stata utilizzata anche nel World Rallycross Championship 2018, con Niclas Grönholm che ha concluso al settimo posto assoluto. Nel 2019 sono state iscritte quattro vetture, con Timur Timerzyanov che ha vinto la gara in Belgio.
Sempre nel 2019, la i20 Coupe WRC ha vinto il campionato costruttori nel World Rally Championship 2019 con la scuderia da Hyundai Shell Mobis WRT, portando per la prima volta un titolo iridato alla casa coreana.